# 동의율게임
동의율게임(Agreement game)은 다수의 참가자가 다수의 선택지를 가진 질문에 자신의 의견에 따라 투표하고, 자신과 같은 항목에 투표한 참가자들의 비율(동의율)을 보다 정확히 예측하여 점수를 얻는 동의율퀴즈(Agreement quiz)를 중심으로 구성하는 퀴즈게임 또는 토크게임의 형식이다. 단순한 정답 맞히기를 넘어, 다수의 의견 흐름과 그 비율을 이해하고 예측하는 능력을 중요하게 평가하는 것이 특징이다. 
동의율퀴즈(Agreement quiz)는 동시에 다수의 사용자가 참여하는 방식의 디지털 게임으로 참가자 각자는 자신이 투표한 항목의 득표율(퍼센트)를 정확히 맞힐수록 높은 점수를 받게 된다. 동의율퀴즈나 동의율게임에서 동의율(Agreement rate)은 참가자의 입장에 맞춘 용어이다. 각 참가자마다 자신과 같은 항목에 투표한 참가자들의 비율을 정확히 예측하여 맞힐수록 높은 점수를 얻는 방식으로, 참가자마다 어떤 항목에 투표했느냐에 따라서 맞혀야 하는 동의율 값이 달라지게 된다. 
다수의 참가자들의 투표결과를 빠르게 분석하고, 참가자들의 동의율 예측치를 점수로 계산하여야 하기 때문에 동의율퀴즈는 스마트폰이나 PC 등으로 참여하고 서버가 투표 결과를 집계하고 각 참가자들의 점수를 정확하게 계산하는 방식의 서비스가 필수적이며, 사람들의 수작업에 의해서는 진행속도가 낮아 실행할 수가 없다. 
동의율게임과 동의율퀴즈는 비슷한 의미로 혼용되어 사용되기도 하지만 두 단어는 엄밀하게 구분된다. 동의율퀴즈는 투표하고 동의율을 맞히는 투표퀴즈 형식과 이런 형식에 맞춰 제작된 퀴즈 콘텐츠를  의미하며, 동의율게임은 동의율퀴즈와 토론매커니즘을 조화롭게 구성한 방송 또는 이벤트 포맷을 의미한다.

## 개요
동의율게임(Agreement game)은 주로 온라인 플랫폼, 모바일 애플리케이션 또는 TV 프로그램에서 활용되는 토크게임이나 퀴즈게임의 형식으로, 참가자들에게 사회적 이슈, 개인의 선호도, 일반 상식 등 다양한 분야의 질문을 제시하며 참가자들의 인식조사와 병행하면서 집중도 높은 소통을 이어가도록 한다. 참가자들은 질문에 포함된 선택지 가운데 하나를 선택하여 투표하고, 이어서 자신이 선택한 보기에 투표한 사람들의 실제 비율이 몇 퍼센트가 될지 예측하여 숫자로 입력한다. 예측한 동의율이 실제 동의율에 가까울수록 높은 점수를 받는다. 여러 라운드를 통해 최종적으로 가장 높은 점수를 획득한 참가자가 승리하는 방식이 일반적이다.

### 동의율 퀴즈 예시
동의율 퀴즈의 투표문항은 참가자의 의견을 묻는 질의와 선택이 가능한 복수의 선택지를 포함하여 구성된다. 다음은 동의율 퀴즈의 전형적인 사례이다.
- Q1. 한 달 동안 한 가지만 먹는다면 먹고 싶은 과일은? 감/사과/배/딸기
- Q2. 다음에 구입하고 싶은 스마트폰 기종은? 아이폰/삼성폰/화웨이폰
- Q3. 가을을 대표하는 꽃은? 코스모스/국화

상황을 가정하여 질문할 수도 있다.
- Q4. 타임머신을 한 번 탈 수 있다면? 과거/미래
- Q5. 다시 태어난다면? 남자/여자
- Q6. 감귤을 사 오라는 심부름인데 감귤이 없다면? 사과/딸기/바나나/안 산다
- Q7. 나는 아이폰보다는 삼성 갤럭시S가 더 좋다. 그렇다/아니다

중앙정부나 지방정부의 정책에 대한 질문으로도 구성할 수 있다.
- Q8. 음주 운전을 줄이기 위한 좋은 정책은?    단속강화/처벌강화/캠페인및교육
- Q9. 지하철 노인 무임승차에 대한 당신의 생각은?   65세 현행유지/70세로 상향조정[1]

### 동의율 게임 예시
동의율게임은 동의율퀴즈를 포함하여 구성하는 토크게임 이벤트나 방송 프로그램의 포맷을 말한다. 일반적으로 토크게임에서 다루고자 하는 토론주제를 중심으로 사람들의 지식 수준을 평가하는 팩트퀴즈와 참가자의 인식조사를 병행하며 토크를 전개하는 동의율퀴즈를 적절히 조합하여 구성한다. 토크게임으로 구성되기 때문에 진행자와 패널이 함께 소통하며 게임을 리드하고, 참가자들은 채팅등을 통해서 소통한다.
다음은 반려동물을 주제로 하는 동의율게임의 팩트퀴즈의 예시이다.
- 팩트퀴즈1. 우리나라는 전체 가구의 35%이상이 애완동물을 키우고 있다.  O/X
- 팩트퀴즈2. 2023년 우리나라에서 유기된 애완동물의 규모는? 1만마리/5만마리/10만마리/20만마리
- 팩트퀴즈3. 고양이 털은 직접적으로 사람에게 알레르기 반응을 일으킨다.    OX

팩트퀴즈는 대부분 참가자가 잘 몰르고 있는 사실에 대한 정보를 제공하는 목적과, 사람들의 인지수준을 체크하고 공유하기 위한 구성이며 동시에 토크게임의 분위기를 조성하기 위한 구성이기도 하다. 패널의 경우 전문적인 지식을 해설해줄 수도 있다. 다음은 동의율퀴즈 예시이다.
- 동의율퀴즈1. 다음 중 애완견을 입양했을 때 가장 많이 놀아줄 것 같은 사람은?  아빠/엄마/아들/딸
- 동의율퀴즈2. 유기되는 애완동물의 숫자를 줄이기 위한 효과적인 정책은?  처벌강화/교육및캠페인/보험강화
- 동의율퀴즈3. 사람들이 애완동물 유기가 증가하는 이유는?   너무쉬운입양/키우기어려운 사회여건/경제적 어려움
- 동의율퀴즈4. 우리집에서 애완동물을 새로 입양한다면...     강아지/고양이
- 동의율퀴즈5. 유기되는 애완동물의 재입양에 공적자금 투입에 찬성하시나요?   찬성/반대[2]

위의 예시처럼, 동의율게임은 여러 단계의 팩트퀴즈로 토론 분위기를 형성하며, 동의율퀴즈를 통해 토론 주제와 관련된 사람들의 인식조사결과를 공유하며 전체, 남녀, 연령별의 의식적 구조를 통해 집단지성의 면모를 살펴볼 수 있게 하는 구조를 가지고 있다.

### 정답범위 & 만점
동의율퀴즈는 퀴즈마다 정답범위와 만점을 정의할 수 있다. 정답범위는 특정 참가자가 맞춰야 하는 실제 동의율과 참가자의 예측 동의율의 차이의 한계로서 퍼센트 수치로 지정된다. 보통은 20%나 15%로 지정하는데 이렇게 되면 위아래의 범위로 지정되기 때문에 40%폭 또는 30%폭으로 정답범위를 한정하게 된다. 동의율퀴즈마다 만점은 다르게 지정될 수 있는데, 보통 동의율 퀴즈의 만점은 300점이나 1000점 정도로 큰 점수를 두어, 동의율 예측지에 따른 변별력 있는 점수로 계산하도록 하는 것이 좋다.
동의율게임(agreement game)에서는 다수의 동의율퀴즈(agreement quiz)를 포함하여 구성하도록 하는데, 각 동의율퀴즈의 정답범위와 만점 등을 다르게 조정함으로써 동의율게임을 더욱 박진감 넘치도록 구성할 수 있다. 가령 여러개의 동의율퀴즈가 반복되는 동안 만점을 더 높게 배정한다거나 정답범위를 점점 작아지도록 조정할 수 있다.

## 게임 방식
동의율게임 방식은 구체적으로 동의율 퀴즈와 동의율게임을 구분하여 설명할 수 있다.
- 1. 질문 및 보기 제시: 진행자는 참가자들에게 다양한 선택지가 있는 질문을 제시한다. 선택할 수 있는 예제가 반드시 필요하다. 주관식의 경우도 진행은 가능하지만, 점수 처리가 어려울 수 있다.(예: "점심 메뉴로 가장 선호하는 것은? 짜장/칼국수/국밥", "퇴근 후 가장 먼저 하고 싶은 것은? 휴식/식사/여행")
- 2. 의견 투표: 참가자들은 제시된 보기 중 자신의 생각과 일치하는 것을 하나 선택하여 투표한다. 사람들은 서로 다른 사람의 선택을 알 수 없다. 또한 투표결과를 직간접적으로 알수도 없다. 다만 채팅이나 패널의 의견을 개진할 때, 그 의견을 참고해가며 다른사람의 선택 분위기를 유추하려 한다.
- 3. 동의율 예측: 투표가 완료되면, 참가자들은 자신이 선택한 보기에 투표한 사람들의 실제 비율(동의율)이 몇 퍼센트가 나올지 예측하여 숫자를 입력한다. 퍼센트 단위의 숫자(0~100)을 입력한다.
- 4. 결과 공개 및 채점: 모든 참가자가 투표와 함께 예측한 동의율을 입력하면 서버로 전송된다. 서버는 모든 사용자의 투표와 동의율값을 취합한 후 각 보기별 실제 동의율이 공개한다. 참가자는 자신의 예측과 실제 동의율 간의 차이에 따라 점수를 얻는다. 차이가 적을수록 고득점하며, 보통 차이가 0에 가까우면 만점을 받는다. 문제마다 정답범위가 존재하는대 10%또는 20% 단위로 지정될 수 있다. 10%로 되는 경우 예측치와 실제동의율의 차이가 10%가 넘으면 0점 처리된다.
- 5. 라운드 진행: 여러 질문과 예측 라운드를 거쳐 누적 점수로 순위를 결정하거나 최종 우승자를 가린다. 수천명 이상이 참여하는 규모의 이벤트에서는 누적점수로 최종순위를 가리는 과정에서는 흔히 중간에서 한문제만 틀리면 중도에 포기하는 사람들도 발생할 수 있다. 이런 경우를 대비해서 최종문제는 배점을 높게해서 막판뒤집기 기회를 제공하거나, 매 문제마다

동의율게임에서 팩트퀴즈도 정답을 맞췄을 경우 점수를 부여받고, 동의율퀴즈에서도 점수를 받을 수 있다. 이경우 토론에 집중하기 위해서 팩트퀴즈는 다소 작은 점수가 배정되며 동의율퀴즈에 대해서는 높은 점수가 배정된다.

### 점수 계산
동의율퀴즈는 온라인퀴즈에서 정답유출의 위험이 없으며, 수만명의 참가자 사이에서 단 몇 개의 문제만으로 단독1위를 정할 수 있는 참여형 게임을 개발하는 과정에서 완성된 것이다. 동의율게임은 온라인 서비스로 개발되었기 때문에 참가자들은 스마트폰이나 PC로 참가하고 서버가 실시간적으로 투표결과와 동의율자료를 전송받아 채점하는 방식으로 구현되었다.
- 1%단위의 참가자 예측: 많은 참가자들이 투표에 참가하고, 1%단위의 동의율을 예측한 숫자를 입력한다. 즉 0, 21, 40, 39, 98, 100 등의 숫자처럼 0에서 100사이의 숫자를 입력할 수 있다. 일반적인 참가자들은 대부분 초기에는 20,25,30,35 등과 같은 5단위로 입력하지만, 동의율퀴즈의 점수계산을 경험하면서 1단위의 숫자로 입력하게 된다. 동의율예측을 0.1% 단위로 입력하게 하는 것도 고려될 수 있으나 현실적으로 0.1% 단위의 동의율을 입력하기는 쉽지 않다. 입력수단에서 점(.)을 추가적으로 입력하는 것은 사용자 경험관점에서도 바람직하지 않기도 하며, 0.1% 단위의 예측을 위한 사용자의 집중도를 요구하기도 어렵다.
- 0.1%, 0.01% 단위의 득표율: 서버시스템은 참가자들의 투표와 동의율 예측치를 받은 후 투표결과의 집계를 실행한다. 투표결과의 집계는 질문의 선택지로 얼마의 참가자들이 선택했는지를 누계하고 이 값을 전체 투표참가자의 숫자로 나눠 %값으로 각 선택지의 득표율을 계산한다. 변별력을 명확하게 하기 위하여 0.1% 또는 0.01% 단위의 비율로 각 선택지의 득표율을 계산한다. 득표율을 0.1%단위 혹은 0.01%단위로 조정하는 사용자경험과 관련이 없으며 서버측에서 자동으로 진행되기 대문에 위험요소가 없다.
- 만점과 정답범위에 따른 점수 판정: 서버는 참가자들을 대상으로 점수를 계산한다. 각 동의율퀴즈는 기본점수로 지정 만점과 정담범위를 포함하고 있다. 각 참가자이 투표한 선택지의 득표율은 그 참가자가 정확히 맞혀야 하는 동의율이된다. 이 동의율과 참가자가 예측한 동의율이 정확할 때 퀴즈에 할당된 기본점수인 만점을 주고 정담범위를 벗어나면 오답처리하고 0점으로 계산한다. 정답범위 내의 동의율에 대해서는 실제 동의율과 예측동의율의 오차가 커질수록 비례하여 낮아지는 방식으로 계산한 점수로 판정한다.
- 변별력 조절: 동의율퀴즈는 만점과 정답범위를 조정함으로서 변별력을 조절할 수 있다. 수만의 참가자가 있는 경우에는 다수의 동의율퀴즈를 연이어 출제함으로써 단독1위를 가려내도록 한다.

득표율이 0.01% 단위로 계산되고 만점을 300점 이상으로 잡는다면, 사람들은 0.1%단위로도 점수가 갈라지게 되는 효과를 얻기 때문에 10만명 단위의 참가자가 함께 참여하더라도 3개내지 5개의 동의율퀴즈로 점수를 누계하면 단독 1위를 쉽게 구별할 수 있다.

## 배경 및 효과
초기 라이브퀴즈앱은 수만명이 접속하는 동시에 퀴즈게임에 참여하는 형식으로 큰 인기를 누렸지만, 퀴즈 이벤트마다 동점자가 많고 AI기술 발전에 대응할 수 없다는 단점이 있었다. 동의율퀴즈는 라이브퀴즈앱에서 최후 단독 1위 득점자를 결정하고, 정답노출의 우려가 없는 퀴즈타입을 목적으로 개발되었다. 

### 배경
동의율 게임의 시작은 EBS의 간판 어린이 프로그램 <생방송 톡!톡! 보니하니> 의 실시간 참여형 퀴즈 프로그램에서 비롯되었다. 스마트폰 앱을 활용한 실시간 퀴즈 참여 경험을 바탕으로 발전하였으며, 디지털 환경에서 심화된 필터 버블(Filter Bubble)과 확증 편향(Confirmation Bias) 문제를 완화하기 위한 방법론의 하나로 연구 및 개발되었다. EBS의 보니하니는 실시간 퀴즈플랫폼을 연구개발하는 케이시크와 EBS방송제작진의 협업으로 제작되었는데, 케이시크는 수십만명의 온라인 퀴즈참가자를 대상으로 단 몇 개의 퀴즈만으로 단독 1위를 가려낼 수 있는 퀴즈방법을 모색하고 있었는데 두가지 의도가 맞물리면서 지속적인 연구개발이 가능했다. 온라인 플랫폼 기술은 JTBC의 시사공감토크쇼 시사토크_세대공감등을 통해 투표퀴즈 형태의 발전단계를 거치기도 했다. 참가자들이 함께 공감하는 포인트에 대한 기술 개발이 지속적으로 논의되었다.

### 효과
동의율게임(Consent Rate Game)은 단순한 퀴즈를 넘어, 참가자의 메타인지(Meta cognition) 능력을 훈련하고 강화하는 도구로 주목받고 있다. 메타인지는 '자신의 인지 과정에 대한 인지'를 의미하며, 자신이 무엇을 알고 무엇을 모르는지 정확히 파악하고 사고 과정을 조절하는 능력이다. 동의율게임은 다음과 같은 방식으로 메타인지 훈련을 유도한다. 동의율 게임은 오락적 요소를 넘어선 다양한 사회적, 교육적 효과를 가진다.
- 인지적 자기 성찰 유도: 동의율게임의 핵심은 참가자가 질문에 대한 자신의 답변뿐만 아니라, 다른 사람들의 동의율을 정확히 예측하는 것이다. 이 과정은 참가자 자신의 판단이 타인의 의견과 얼마나 일치하거나 다른지 객관적으로 인식하게 하며, 자신의 생각과 타인의 생각을 비교하는 메타인지적 활동을 촉진한다.
- 사회적 메타인지 강화: 게임은 참가자들이 집단 내에서 자신의 위치와 인식을 평가하도록 요구함으로써, 사회적 맥락에서의 메타인지 능력을 향상시킨다. 이는 사회적 인식을 예측하고 집단 역학을 이해하는 데 도움이 된다. 특정 현상이나 질문에 대해 대중이 어떻게 반응할지 예측하는 능력, 즉 군중 심리나 사회적 경향성을 파악하는 통찰력을 길러준다.
- 사고 과정의 자기 조절: 참가자가 동의율 예측에 실패했을 때, 게임은 즉각적인 피드백을 제공한다. 이 피드백을 바탕으로 참가자들은 자신의 예측 방식이나 사고의 오류를 인식하고, 이를 개선하여 다음에 더 나은 판단을 내리도록 스스로 조절하게 된다. 이러한 자기 조절 과정은 메타인지 훈련의 핵심이다.
- 필터 버블 및 확증 편향 완화: 나와 같은 의견을 선택한 사람들의 비율인 동의율을 예측하는 동의율퀴즈 자체가 다른사람의 의견은 얼마인지 상대적인 추측을 강제함으로써 필터버블과 확증편향을 완화하는 효과가 있다. 참가자들은 자신의 의견뿐만 아니라 타인의 의견 분포를 예측해야 하므로, 자신과 다른 다양한 관점에 귀를 기울이게 된다. 실시간으로 집계되는 다수의 의견을 통해 자신의 확증 편향을 객관화하고, 보다 폭넓은 시야를 갖는 데 도움을 준다.
- 참여 유도 및 몰입감 증대: 동의율게임이 요과적일 수 있는 근본적 요소는 참여자의 상호교감 및 경쟁을 유발하는 게임요소가 포함되어 있기 때문이다. 소수의 문항만으로도 수많은 참여자 중에서 단독 우승자를 가려낼 수 있다는 점은 수만명이 참여하는 게임으로 구성할 가능성이 높고 게임의 긴장감과 몰입도를 극대화하여 높은 참여율을 유도한다. 참가자들이 서로의 의견을 예측하고 비교하는 과정 자체가 활발한 소통을 유발한다. 이는 집단 내 이해도를 높이고 토론의 기반을 마련한다.

## 차별점
동의율 게임은 기존의 전통적인 퀴즈 및 게임 형식과는 확연히 다른 독특한 특성들을 가지며, 이는 단순한 오락을 넘어선 다양한 사회적, 인지적 함의를 제공한다.

### 1. 정답의 본질 (Nature of the "Answer")
- 고정된 정답이 아닌 '집단 지성'의 예측: 일반적인 퀴즈나 퍼즐 게임이 객관적으로 정해진 하나의 정답(예: 역사적 사실, 수학 문제의 답)을 요구하는 반면, 동의율 게임의 '정답'은 특정 질문에 대한 다수 참가자들의 의견 분포(동의율)이다. 따라서 참가자는 단순한 지식을 묻는 것이 아니라, '다른 사람들은 어떻게 생각할까?'를 예측해야 한다. 이는 사회적 통찰력과 타인의 관점을 이해하는 능력을 요구한다.
- 다수결이 아닌 의견 다양성의 중시: 동의율 게임은 단순한 다수결 경쟁이 아니다. 참가자들은 자신의 의견이 생각보다 소수의 의견일 수 있음을 깨닫고 겸손해지거나, 반대로 자신과 같은 생각을 가진 사람들이 많음을 확인하며 자신감을 얻을 수 있다. 이는 참가자들이 의견의 다양성을 인식하고 타인의 관점을 존중하는 경험적 토대를 제공한다. 동의율 퀴즈에서 확신에 차 동의율을 과도하게 예측하거나, 소극적으로 과소 예측하는 경향을 교정하는 효과도 있다.

### 2. 점수 산정 방식의 정밀성 (Precision of Scoring Mechanism)
- 정답/오답 이 아닌 '오차율' 기반 채점: OX 퀴즈나 다지선다형 퀴즈가 정답을 맞히면 점수를 얻고 틀리면 점수를 잃는 이분법적인 방식인 것과 달리, 동의율 게임은 예측값과 실제 동의율 간의 오차(편차)를 기반으로 점수를 부여한다. 오차가 적을수록 높은 점수를 얻는다.
- 높은 점수 변별력과 연속적 점수: 참가자의 예측값은 1% 단위, 실제 동의율은 0.1% 단위로 집계되므로, 미세한 오차(예: 0.1%p)만으로도 점수에 차이(예: 만점 300점 기준 1.8점)가 발생한다. 이는 수만, 수백만 명의 참가자 중에서도 소수점 단위의 점수 차이로 명확한 순위를 가려내고 단독 1위를 선발할 수 있는 압도적인 변별력을 제공한다. 많은 퀴즈단계를 통해서도 공동 1위가 대량으로 발생하는 다른 퀴즈 형식과 차별화되는 핵심적인 특징이다.

### 3. 인지적 과제 및 심리적 효과 (Cognitive Task & Psychological Impact)
- 지식 이상을 요구하는 예측: 참가자는 단순히 아는 것을 답하는 것을 넘어, 군중의 심리와 의견 분포를 추론하고 예측해야 한다. 이는 자신의 '생각'과 '타인의 생각'을 분리하여 사고하는 능력을 필요로 한다.
- 필터 버블 및 확증 편향 완화: 참가자들은 자신의 생각과 다를 수 있는 대다수의 의견을 예측하는 과정에서, 자신의 편향된 시각(필터 버블, 확증 편향)을 인지하고 극복하려는 노력을 유도한다. 실제 동의율을 확인하면서 자신의 생각과 대중의 생각이 어떻게 다른지 배우게 된다.
- 공감 능력 및 사회적 통찰력 강화: 다른 사람들의 의견을 정확하게 예측하려는 시도 자체가 타인의 관점을 이해하려는 노력으로 이어지며, 이는 사회적 공감 능력을 향상시키고 특정 사회 현상에 대한 통찰력을 키우는 데 기여한다.

### 4. 확장성과 활용성 (Scalability and Versatility)
- 대규모 참여에 최적화: 적은 수의 문항만으로도 수십만, 수백만 명의 참가자 속에서 명확한 단독 1위를 선발할 수 있는 특성 때문에, 대규모 온라인 이벤트, 방송 프로그램, 캠페인 등에 매우 효과적으로 활용될 수 있다.
- 다목적 활용: 단순히 재미를 위한 게임을 넘어, 사회적 이슈에 대한 여론을 파악하고, 집단 지성을 활용하며, 교육적 목적으로도 광범위하게 적용될 수 있는 잠재력을 가진다.

이러한 독특한 특성들 덕분에 동의율 게임은 단순한 퀴즈를 넘어선 새로운 형태의 상호작용 플랫폼으로 평가받는다.

## 서비스 활용
동의율게임은 전체 참가자 가운데, 나와 같은 의견이 몇 퍼센트인지를 맞혀야 하는 게임 특성상 다른 사람의 의견의 분포에 집중하게 한다. 동의율퀴즈가 개발되어 서비스로 적용되는 과정에서 필터버블과 확증편향을 극복하게 하는 효과가 있음이 밝혀지면서 교육기관이나 기업의 소통교육이나 토크 이벤트의 방편으로 사용이 확대되고 있다. 

### 땡기지 플랫폼
현재 동의율게임은 "땡기지"플랫폼에서 서비스되고 있다. 땡기지는 동의율게임을 완벽하게 지원하는 유일한 플랫폼으로 알려져 있으며, 이벤트의 개최자 및 참여자에 이르는 서비스가 완비되어 있다. 참가자들은 앱을 설치하여 회원가입하여 사용할 수 있고, 회원가입 없이 웹으로 참여할 수도 있다. 
땡기지 플랫폼은 교육청, 대학, 교육기관 등의 포럼행사, 토론수업에 활용되고 있다. 카이스트, 숙명여대, 충남대학교 등의 학생들을 대상으로 한 '디지털미래대화'등에 동의율게임을 활용한 것으로 알려져 있다. 우리은행, 신한은행 등의 은행권에서도 사내온라인연수나 퀴즈이벤트로 사용되고 있다.

### 활용 분야 및 효과
- 방송 및 미디어: 시청자 참여형 퀴즈쇼나 토크쇼에서 패널과 시청자 간의 생각 차이를 보여주거나, 특정 주제에 대한 여론을 가늠하는 도구로 사용된다.
- 교육 및 토론: 학생들의 적극적인 참여를 유도하고, 다양한 관점을 이해하도록 돕는 교육 자료로 활용된다. 특정 주제에 대한 찬반 의견 비율을 파악하고 토론의 깊이를 더하는 데 기여한다. 서울시교육청 "디지털 기반 공감토크" 프로젝트: 서울시교육청은 동의율 게임의 원리를 활용한 "디지털 기반 공감토크 프로젝트"를 진행하고 있다. 이 프로젝트는 디지털 기술을 통해 학생들의 공동체 의식과 공감 능력을 함양하고 확증 편향을 완화하는 것을 목표로 한다. 이는 동의율 게임이 공교육 시스템 내에서 학생들의 사회적 통찰력 증진과 건강한 시민 의식 함양에 기여할 수 있는 구체적인 사례로 평가받는다.[4]
- 기업 및 조직: 팀 빌딩 활동이나 회의에서 구성원들의 의견을 빠르고 효율적으로 수렴하고, 서로의 생각을 이해하는 데 활용된다. 조직 내 소통을 활성화하고 유연한 사고를 촉진할 수 있다.
- 사회적 여론조사: 특정 사회 현상이나 정책에 대한 대중의 인식을 실시간으로 파악하는 데 유용하다. 단순히 찬반을 묻는 것을 넘어, 각 의견의 분포와 그에 대한 예측을 통해 더욱 심층적인 분석이 가능하다.
- 확증 편향 완화: 자신의 생각만이 옳다는 확증 편향을 줄이고, 다른 사람들의 의견과 그 비율에도 주목하게 함으로써 유연한 사고를 촉진하는 효과가 있다.

동의율게임은 단순한 오락을 넘어, 참가자들이 타인의 시각을 이해하고 집단적인 사고 흐름을 파악하는 데 기여하며, 사회적 소통을 증진시키는 도구로서의 가능성을 가지고 있다.

## 참고
https://www.hellodd.com/news/articleView.html?idxno=106942
https://www.sisunnews.co.kr/news/articleView.html?idxno=224943
1. ↑  “허준의 동의보감”. 2025년 7월 13일에 확인함.
2. ↑  “땡방라이브 - 경품받는 퀴즈채널”. 2025년 7월 13일에 확인함.
3. ↑  “시선뉴스”.
4. ↑  홍, 인식 (2025년 7월 27일). “서울시교육청, ‘AI와 디지털 시민성’ 포럼 개최… “AI 시대, 새로운 교육 패러다임 논의””. 《핀포인트뉴스》. 2025년 7월 25일에 확인함.